# Colin Pascoe
Colin Pascoe (ur. 9 kwietnia 1965) – walijski piłkarz i trener piłkarski. Wystąpił 10 razy w reprezentacji Walii.
31 maja 2012 został asystentem trenera Liverpoolu.